# Lupinus vallicola
Lupinus vallicola är en ärtväxtart som beskrevs av Amos Arthur Heller. Lupinus vallicola ingår i släktet lupiner, och familjen ärtväxter.

## Underarter
Arten delas in i följande underarter:
- L. v. apricus
- L. v. vallicola